# Жан-Крістоф Роллан
Жан-Крістоф Роллан (фр. Jean-Christophe Rolland, 3 липня 1968) — французький академічний веслувальник.
Олімпійський чемпіон 2000 року в складі розпашної двійки без стернового, бронзовий призер 1996 року в складі розпашної двійки без стернового, учасник 1992 року.
Чемпіон світу 1993 (розпашні четвірки без стернового), 1997 (розпашні двійки без стернового) років, срібний призер 1994 (розпашні четвірки без стернового), 1999 (розпашні двійки без стернового) років, бронзовий призер 1995 року в складі розпашної двійки без стернового.